# Reggae
Reggae là một thể loại âm nhạc có nguồn gốc từ Jamaica vào cuối năm 1960. Mặc dù đôi khi được sử dụng trong một nghĩa rộng để đề cập đến hầu hết các loại ca múa nhạc của đất nước Jamaica, thuật ngữ Reggae đúng hơn biểu thị một phong cách âm nhạc đặc biệt phát triển vào cuối những năm 1960 từ ska và các biến thể khác của địa phương trên calypso và nhịp điệu và blues, và được biết đến rộng rãi trong những năm 1970 thông qua các tác phẩm của Bob Marley; lời bài hát của thể loại này chịu nhiều ảnh hưởng bởi những ý tưởng của phái Rastafarian.